# In Defence of Politics
Albums de GFK
The Social Responsibility
(2000) If Liberty Isn't Given, It Should Be Taken
(2004)
In Defence Of Politics est un album du groupe de metalcore québécois GFK, sorti le 28 septembre 2002 sous le label New Horizon Records. Il comporte huit titres.

## Titres
1. Beat The Oppressor
2. Et Ensuite...
3. Vernetzte Gesellschaft
4. A New Form Of Capitalism
5. Modern Application
6. She Must Rise
7. Eclectic World
8. The Herman Fresh Affair